# Ralf Keidel
Ralf Keidel (Würzburg, 1977. március 6. –) német labdarúgó, az FC Ingolstadt 04 II középpályása. Profiként, az élvonalban, 2000. március 31-én mutatkozott be, az MSV Duisburg SSV Ulm 1846 elleni meccsén a 88. percben állt be.